# Т-413 (тральщик, 1940)
Базовый тральщик Т-413, БТЩ-413 — советский базовый тральщик скорректированного проекта 58 типа «Фугас» Черноморского флота ВМФ СССР. Участвовал в Великой Отечественной войне на Чёрном море. 13 июня 1942 года на траверзе мыса Фиолент был потоплен германскими пикирующими бомбардировщиками.

## Характеристики
- Водоизмещение: 459 т.
- Размеры: длина — 62 м, ширина — 7,2 м, осадка — 2,13 м.
- Скорость полного хода: 18 узлов.
- Дальность плавания: 5300 миль при 14 узлах.
- Силовая установка: 2х1500 л. с., 2 вала.
- Вооружение: 1х1 100-мм орудие Б-24, 1х1 45-мм орудие 21-К, 3х1 12,7-мм пулемета, 20 бомб, 27 мин, 46 минных защитников, 1 трал Шульца, 2 параван-трала К-1, 1 змейковый трал.
- Экипаж: 44 чел[1].

## Строительство
На ССЗ № 201 третья серия тральщиков строилась по скорректированному проекту 58.
- проект 58: Т-5, Т-6, Т-408 — Т-410, Т-412, Т-413.

Тральщик «Взрыв» был заложен в Севастополе на Севастопольском морском заводе 29 апреля 1939 года (заводской № 256), спущен на воду 12 октября 1940 года, сдан в эксплуатацию 21 апреля 1940 года. 1 мая 1941 года на корабле был поднят флаг ВМФ.

## Служба
Вошёл в состав дивизиона тральщиков Бригады кораблей охраны водного района Черноморского флота. Он получил бортовой номер «27». По общей классификации кораблю дан тактический номер «Т-410» («БТЩ-410»). В период Великой Отечественной войны участвовал в защите морских коммуникаций и баз, в обороне Одессы и Севастополя.
23 февраля 1942 года из Новороссийска в Севастополь вышел конвой из танкера «Москва», транспорта «Георгий Димитров» и тральщика Т-404 Щит. Груженный стройматериалами «Г. Димитров» не имел хода из-за предшествующих повреждений и буксировался танкером. Скорость конвоя не превышала 6 узлов, переход растянулся на трое суток. Днем 24 февраля юго-восточнее Ялты суда были атакованы двумя «Ю-88» из немецкой авиационной группы III./KG 51, которые были отражены зенитным огнем. 24.02.1942 навстречу из Севастополя вышел тральщик Т-413. Вступив в охранение он провёл конвой под параванами по фарватеру между минными полями. В 19.15 последовала атака трех торпедоносцев Не-111. Суда уклонились от торпед, но при маневрировании буксир лопнул и «Москва» потеряла «Димитров», который начал дрейфовать. Танкер, бросил буксируемое судно и прибыл в Севастополь в охранении тральщика Т-413.
13 апреля 1942 в 04.00 транспорт «А. Серов» в охранении эскадренных миноносцев «Бойкий», «Незаможник», базовых тральщиков Т-408 «Якорь», «Гарпун» и двух сторожевых катеров прибыл в Севастополь. У подходной точки военного фарватера N 3 транспорт встретили базовые тральщики N 25 (Т-410 «Взрыв») и N 27 (Т-413) из Севастополя.

### Гибель
В 24 часа 12 июня 1942 года тральщик «Т-413» снялся с якоря и вместе со сторожевым катером «СКА-092» (бывший ПК-136 2-го дивизиона ОВР) вышел в море для встречи конвоя с транспортом «Грузия», но конвой опоздал и позднее корабли разминулись. БТЩ пришлось с рассветом маневрировать у мыса Фиолент, временами ложась в дрейф. Около 7.00 пролетел разведчик «рама» и начался обстрел тральщика артиллерией из Балаклавы. К 11.00 тральщик максимально приблизился к обрывистому берегу, чтобы войти в «мертвую зону» и дать возможность экипажу принять пищу. Встали в полукабельтове кормой к берегу, объявив боевую готовность № 2. На мостике находились помощник командира, рулевой и сигнальщик, остальные обедали.
В 11.15 была дана команда: «Боевая тревога!» и дан полный ход вперед. Корабль атаковали две группы пикировщиков, вынырнувшие из-за высокого обрыва и начавшие пикирование на крутом угле с высоты 1000 м. Количество самолётов в налете по разным данным — от 15 до 28. Они сбросили не менее 80 авиабомб. Отворачивать вправо не позволяла близость берега и тральщик отвернул влево. Одна бомба разорвалась у кормового подзора, вторая — во втором кубрике. От взрыва выкинуло за борт 45-мм зенитку и разорвало верхнюю палубу. Третья бомба взорвалась в носовом машинном отделении, а четвёртая — в кают-компании. От разрывов других бомб у борта тральщик получил множество осколочных пробоин в обшивке корпуса и в надстройках. Руль оказался заклиненным в положении «лево на борт».
«Т-413» медленно погружался с креном на правый борт и дифферентом на корму. Тяжелые ранения получили командир корабля А. М. Ратнер, комиссар Г. А. Абрамцев и командир БЧ-5 С. Н. Саблуков. В командование вступил помощник командира старший лейтенант С. С. Грабильников, который вместе с лейтенантами Б. С. Львовым (командир БЧ-1), А. Д. Торбочкиным (командир БЧ 2/3) возглавили борьбу за живучесть. Командир БЧ-5, несмотря на ранение, приказал тушить пожар в районе носового артпогреба, но погреб затопило. Быстро затоплялись ахтерпик, запасной отсек и эжекторная выгородка. В ахтерпике загоралась дымосмесь, началось быстрое затопление носового и кормового машинных отделений, первого кубрика и коридора гребных валов. В носовом машинном отделении были полностью разрушены правый дизель, вспомогательные механизмы и трубопроводы, снесло за борт световые люки. Крен быстро достиг 45°, и стало ясно, что корабль спасти не удастся.
Началось спасение раненых, которым привязывали пробковые пояса и матрацы и грузили в правую шлюпку, но она тут же затонула. Людей подобрали катера, пришедшие из Стрелецкой бухты. Последними корабль покинули Грабильников и Саблуков, а через 30 минут после попадания бомб «Т-413» лег на правый борт и резко перевернулся вверх килем. В 11.50 корабль встал кормой вверх и затонул. Раненый командир тральщика А. М. Ратнер позднее был эвакуирован на крейсере «Молотов».
В 1947 году корпус корабля был поднят и разобран на металл.

## Командир
- капитан-лейтенант А. М. Ратнер[6].

## Память
Согласно данным гидролокации района гибели на расстоянии 11-14 кабельтовых от мыса Фиолент находятся два подводных препятствия на глубине 50 и 27 метров, возвышение над грунтом 8 и 3 метра соответственно. Возможно, что данные препятствия являются не поднятыми остатками тральщика «Т-413» и сторожевым катером № 092, потопленным в этом же районе. Имя тральщика увековечено на «Мемориале героической обороны Севастополя 1941—1942 гг.», сооруженном на площади Нахимова в Севастополе в 1967 году. Погибшие члены экипажа похоронены на Кладбище Коммунаров в Севастополе.